# Альфенц
Альфенц (нем. Alfenz) — река на западе Австрии, течёт в долине Клостерталь по территории округа Блуденц в федеральной земле Форарльберг. Правый приток среднего течения реки Илль.
Длина реки составляет 26 км.
Альфенц образуется при слиянии ручьёв Флексенбах (Штубенбах) и Рауцбах у населённого пункта Штубен. На всём протяжении преобладающим направлением течения реки является запад. Впадает в Илль у Брунненфельда на юго-восточной окраине города Блуденц.